# Johann II. (Görz)

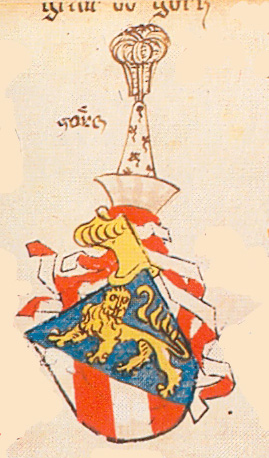
Wappen der Albertiner Linie, Grafen von Görz, im Ingeram-Codex, 1459

Johann II. von Görz (* um 1433; † 22. Mai 1462 in Lienz) war der vorletzte Fürst aus dem Geschlecht der Meinhardiner. Zwischen den Jahren 1454 und 1462 war er Graf von Görz.

## Leben
Johann II. wurde als ältester Sohn des Grafen Heinrich VI. von Görz aus dessen zweiten Ehe mit Katharina von Gara, Tochter des ungarischen Palatins Nikolaus von Gara, geboren.
Zwischen den Jahren 1444 und 1454 war Johann II. als Geisel in Cilli. im letztgenannten Jahr, aus der Geiselhaft entsetzt, trat er des Vaters Erbe als Graf von Görz an. In weiterer Folge scheiterte er mit seinen Erbansprüchen in der Grafschaft Ortenburg. Nach einer Plünderung derselbigen musste er endgültig auf dieselbige verzichten und im Frieden von Pusarnitz zur Sühne 12 Burgen abtreten, darunter auch seine Residenz in Lienz, Schloss Bruck. Letzteres konnte sein Bruder Leonhard mit Hilfe dessen Beraters Virgil von Graben zurückgewinnen, nachdem er sich den Habsburgern unterworfen hatte.
Graf Johann II. war mit Elisabeth von Cilli, der Tochter des Grafen Ulrich von Cilli verheiratet. Dieser Ehe sind keine Kinder entsprungen. Bei seinen Untertanen war der Graf beliebt, sein Tod wurde von diesen tief betrauert.